# Beta-caroten
Beta-carotenul (β-carotenul) este un compus organic din clasa carotenelor. Este o formă de vitamina A și se găsește în fungi și în unele legume. În plante, aceasta este cea mai comună formă de caroten. Este utilizat și ca colorant alimentar, având numărul E E160a.:119 Structura sa chimică a fost dedusă de Karrer et al. în 1930. În natură, transformarea beta-carotenului (care este inactiv ca atare) la vitamina A se face sub acțiunea beta-caroten-15,15'-monooxigenazei.